# 諸病源候論
《諸病源候論》，又名《巢氏病源》、《巢氏诸病源候论》，共五十卷，古代中國醫學典籍。隋代太醫博士巢元方等人於大業六年（公元610年）奉敕所編著，是現存中國第一本病因学、病理学與證候學專論。
全書共分67門，載列證候1739條，包括內、外、婦產、小兒、五官諸證。詳細記載它的病因、病理、及證狀，又附論導引養生之法，“荟萃精说，沉研精理，形脉证治，罔不该集”，對於中國醫學的發展，有很重大的影響。《诸病源候论·卷三十八·无子候》指出夫妇双方有病可导致无子，而不是女方单方面的原因。《諸病源候論》記載的赤虫即姜片蟲。它其中又多引用《傷寒論》的條文，為後世提供了另一個了解《傷寒論》原文的途徑。
《诸病源候论》为汇辑隋代以前之中医病源学与证候学的集大成之作，成书于隋炀帝大业六年，后成为两宋时期国家医学考试的命题书籍，与《龙树论》和《千金翼方》一道被称为“小经”。
但《諸病源候論》也有不少錯誤，例如在〈九蟲候〉中稱：“蟯蟲在人腸內，變化多端，發動亦能為癬，而癬內實有蟲也。”事實上蟯蟲跟癬症是兩回事。〈九蟲候〉又稱“肺蟲，状如蚕。”又“肺虫令人咳嗽。”“蛔蟲，貫心則殺人。”，實屬不確。《諸病源候論》有時也涉及迷信，以為女子不孕是風水影響，“妇人无子者，其事有三也。一者坟墓不祀，二者夫妇年命相克，三者夫病妇疹，皆使无子。”。
《諸病源候論》多缺佚，王焘所撰《外台秘要》40卷中共引用《诸病源候论》370候，对《诸病源候论》条文的辑佚有很大幫助。後世學者認為《諸病源候論》最大的缺陷就是缺少了治療的藥方。

## 成就
导引作为一种养生和治疗手段，在中医学领域有着重要的地位。《诸病源候论》，首次将导引与证候结合论述，全书未载一方一药，运用导引法治疗疾病，具有临床应用价值。

### 引用
1. ↑  《古今醫統》云：“巢元方，不知何郡人，大業中為太醫博士，奉詔撰《諸病源候論》五十卷，罔不該集。今行世為《巢氏病源》。”
2. ↑  万, 方. . 书屋 (书屋). 2022-09-06, (09).
3. ↑  郭, 紫薇. . 河北中医药学报 (北京中医药大学中医学院). 2022-06-27, 37 (03). doi:10.16370/j.cnki.13-1214/r.2022.03.014.

## 延伸阅读
[在维基数据编辑]
 在维基文库阅读本作品原文（ 在维基共享资源阅览影像）